# 1000 đồng (tiền Việt)

Hai mặt đồng tiền 1000 đồng

Đồng tiền mệnh giá 1000 (một ngàn) đồng, tiền Việt Nam, hiện đang lưu hành, là tờ tiền có mệnh giá cao thứ 9 và mệnh giá thấp nhất trong hệ thống tiền tệ, được phát hành 20/10/1989.

## Thông tin
| Mệnh giá | Kích thước    | Màu chủ đạo    | Miêu tả              | Miêu tả           | Miêu tả   | Phát hành  |
| Mệnh giá | Kích thước    | Màu chủ đạo    | Mặt trước            | Mặt sau           | Loại giấy | Phát hành  |
| -------- | ------------- | -------------- | -------------------- | ----------------- | --------- | ---------- |
| 1000 ₫   | 134mm x 65mm. | Màu xanh, vàng | Chủ Tịch Hồ Chí Minh | Cảnh khai thác gỗ | Cotton    | 20/10/1988 |